# Крутец (Бабушкинский район)
Крутец — деревня в Бабушкинском районе Вологодской области.
Входит в состав сельского поселения Подболотное (до 2015 года входила в Логдузское сельское поселение), с точки зрения административно-территориального деления — в Логдузский сельсовет.
Расстояние по автодороге до районного центра села имени Бабушкина — 120 км, до деревни Логдуз — 9 км. Ближайшие населённые пункты — Белогорье, Козлец, Белокрутец.
Население по данным переписи 2002 года — 46 человек (25 мужчин, 21 женщина). Всё население — русские.